# محمد مشعل
محمد مشعل هو مخرج إذاعي مصري، التحق بالمعهد العالى للفنون المسرحية عام 1963 تخرج منه في قسم الدراما أدب مسرح في عام 1967. التحق بالخدمة العسكرية ضابط احتياط بسلاح الدفاع الجوى من عام 1967 حتى عام 1974 شارك في حرب الاستنزاف، وحرب أكتوبر.

## مسيرته الفنية
- عين موظفاً بوزارة الثقافة في يناير 1968 أثناء اداء الخدمة.
- انتقل للعمل بالإذاعة عام 1974 حيث عمل بالشبكة الرئيسية البرنامج العام هو أحد الذين عاصروا الجيل الذي أسس للدراما الاذاعية، وآخر جيل الرواد، بدأ عمله بالإذاعة المصرية مساعد مخرج وتدرج في العمل الوظيفى إلى مخرج، كبير مخرجين ثم مدير عام لإدارة العامة للتمثيليات، ونظرًا لما أظهره من إمكانيات كلفته الإذاعة بإخراج سهرة لها بعنوان «ياما في الفرح معازيم»، شارك فيها نبيلة السيد وأمين الهنيدي وآخرون.
- ثم أخرج برنامجًا اسمه «دعوة للجميع» بالاشتراك مع عبد المنعم مدبولى ومحمود القلعاوي وخيرية أحمد، وكان هذا البرنامج نقطة انطلاق له، حيث أنه حاول أن يستعيد به «ساعة لقلبك»، لكنه هذه المرة بإيقاع أسرع وأبسط، وفي زمن لا يجاوز عشر دقائق لكل حلقة.

- كانت نقطة تحول أخرى بعد إخراجه المسلسلين الوحيدين اللذين قدمتهما سعاد حسنى للإذاعة المصرية، وهما النورس وحاضر يا دنيا، وقد شارك فيهما نور الشريف واحمد زكي،

- اخرج مسلسل «سامحونى ما كانش قصدى» تأليف يسرى الجندى، وبطولة نبيلة عبيد وفاروق الفيشاوى وعلاء ولى الدين، وكذا مسلسل «بوابة البحر» للفنانة ليلى علوى، وكذلك مسلسل «سيرة ومسيرة» للفنانة ميرفت أمين.

• قدم العديد من الفنانين منهم الكاتب والمؤلف الإذاعي أيمن سلامة، المخرج الإذاعي ايهاب منير، الكاتبة سامية جمال الدين، الممثل الفنان أحمد آدم، الممثل الفنان أحمد حلمى، والكاتب والمؤلف الإذاعي أيمن فتيحة، المخرج الإذاعي محمد لطفى، المخرج على عبد العال، وغيرهم، كما انه أول من قدم الفنانة سعاد حسنى للعمل في مسلسل اذاعى، قدم كبار نجوم الدراما التليفزيونية في الإذاعة حينما كان رئيسا لإدارة التمثيليات بالبرنامج العام. 

## أعماله

### الدراما
من الأعمال الدرامية التي أخرجها:
- مسلسل طريق النصر
- دي نهاية العالم يا زغلول
- جذور في الهواء
- منحوس مع مرتبة الشرف
- أهلا يا باشا
- أبو العروسة
- الأشرفية
- الانتقام
- التليفون
- الثلاجة
- العصافير
- أهل السبيل
- حكايتهم حكاية
- رجال لكل الأمور
- سمير غانم والفخ وأشرق النور
- غريب في وادي القمر
- الحب اصل الحكاية
- طيور العطش
- تعالوا نضحك سوى
- حاضر يادنيا
- شموس النصرعن حرب أكتوبر
- سلسلة أبطال مدى الزمان

أخرج العديد من البرامج الثقافية والدينية والفنية، منها:- «دُر السحابة فيمن نزل لبلاد الخليج من الصحابة، الأوائل في الإسلام، في حياة الأنبياء، أحداث غيّرت وجه التاريخ، أعلام الشعر المعاصر، نغمات عربية، هذا هو الإسلام، يسألونك، رجل بألف رجل عن سيرة القعقاع بن عمرو التميمى، ونفحات من القصص النبوى، وآيات وحكايات، «أصل الألحان».
أخرج العديد من البرامج الثقافية والدينية والفنية، منها:- «دُر السحابة فيمن نزل لبلاد الخليج من الصحابة، الأوائل في الإسلام، في حياة الأنبياء، أحداث غيّرت وجه التاريخ، أعلام الشعر المعاصر، نغمات عربية، هذا هو الإسلام، يسألونك، رجل بألف رجل عن سيرة القعقاع بن عمرو التميمى، ونفحات من القصص النبوى، وآيات وحكايات، «أصل الألحان».
أخرج حلقات التفسير الجامع لأحكام القرأن للإمام القرطبى بعدد حلقات 1312 حلقة، أخرج حلقات فتح البارى في شرح صحيح البخارى بعدد حلقات 365 حلقة. 
اخرج السهرات والأوبريتات منها:- «يوم له تاريخ» عن عيد الإذاعة المصرية. كما اخرج السهرة المحمدية في ذكرى المولد النبوى لسنوات، واخرج أيضاً «أوبريت أبوفريد ودفتر المواليد»
أسس وانشأ استديو صوت خاص به في المبتديان القصر العينى، هذا الاستوديو مؤخراً كان يتم فيه تسجيلات «راديو كيميت» الإذاعة التي بدأ بثها في محطات مترو الانفاق في عام 2016.
وهو صاحب فكرة الحلقات المتصلة المنفصلة عبر الإذاعة وقدمها لسنوات عبر أثير البرنامج العام، وكان بطلها الفنان عبد المنعم مدبولى، تاركًا خلفه ميراثًا ضخمًا من الأعمال الدرامية التي قام بإخراجها للإذاعة المصرية والإذاعات العربية على امتداد مسيرته الفنية. وأخرج مئات الأعمال الدرامية على مدى نصف قرن من الزمان قضاه في العمل الإذاعى بأكثر من 5000 ساعة إنتاج إذاعي.
ومن المعروف أيضا أنه هو من قام بإنتاج وتسجيل ابتهالات الشيخ سيد النقشبندي بعنوان «يا رب» في بداية الثمانينيات والتي تذاع دائما في شهر رمضان. كما تمتلك شركته الخاصة حقوق 30 دعاء من تراث الشيخ النقشبندي. 